# S.REGGINA

『S.REGGINA』(レッジーナ）は、株式会社マイ・イルカが展開する商品ブランド。
ブランドの販売元である株式会社マイ・イルカは日本の静岡県富士市に店舗を構える。登記上の本社は北海道北広島市にある。
エクステまつ毛やまつ毛サロン向け商品を中心としたまつ毛エクステンション商材の企画・販売及び関連事業の技術提供事業を行う会社である。

## 会社概要
株式会社マイ・イルカはまつ毛エクステンションに関する商品の製造・販売やまつ毛エクステンションサロン向けの技術提供を専門に取り扱う会社である。
2007年に「可愛らしく上品に」をコンセプトとした美容商材を取り扱うブランド「S.REGGINA(レッジーナ）」を立ち上げる。
代表取締役社長の大石里美は日用品製造メーカーに在籍した経験から、貿易・製造知識に関して多くの引き出しを持ち、日本のまつ毛エクステンション商材メーカーとして「S.REGGINA(レッジーナ）」を設立した。

## 沿革
2005年株式会社マイ・イルカ設立。
2007年美容商材ブランド「S.REGGINA(レッジーナ）」を立ち上げる。アイラッシュエクステンションの販売を開始。
2008年ボディジュエリー商材の販売と技術スクールの開始。
2009年ビュー・ティーワールドジャパン東京2009への出展。日本グリッターアート協会を発足
2012年ビューティーワールドジャパン東京2012 への出展。上海ギフトショー2012 への出展。東京ネイルエキスポ2012への出展。
2013年ビューティーワールドジャパン東京2013 への出展。ボディージュエリーコンテストを東京ビッグサイトにて開催する。韓国市場への進出。Tokyo Nail Expo 2013 出展。北京BEAUTY SHOW 出展。
2014年ビューティーワールドジャパンへの2014出展。香港開催Cosmoprof Asia 2014 への出展。東京ネイルエキスポ 2014への出展。
2015年台湾ビューティーショー2015 参加。ビューティーワールドジャパン2015 出展。香港開催Cosmoprof Asia 2015 出展。
2016年China Beauty Expo 2016への出展。ビューティーワールドジャパン東京2016への出展。
2017年ビューティーワールドジャパン東京2017への出展。ビューティーワールドジャパンWESTへの出展。
2018年ビューティーワールドジャパン東京2018への出展。
2019年ビューティーワールドジャパン東京2019への出展。

## 製品

### まつ毛エクステンション
S.REGGINA(レッジーナ）の主力製品。まつ毛エクステンション関連製品の特徴としては、日本製品独自の精密さや使用感を売りにしているところである。また、まつ毛エクステンションを行う際の接着剤やピンセットにもその特徴は及ぶ。過去にはつけまつげ製品も取り扱っていたようだが、カタログからは姿を消した。

### ボディージュエリー
主な取引先はブライダル業界やエンターテインメント業界のようだ。まつ毛エクステンション関連事業との2本目の柱として売り上げに貢献してる。S.REGGENAの取り扱うボディージュエリーは粉の肌理が細かく高い品質が特徴といえる。